# Santana do Jacaré (kommun)
Santana do Jacaré är en kommun i Brasilien.   Den ligger i delstaten Minas Gerais, i den sydöstra delen av landet, 600 km sydost om huvudstaden Brasília. Antalet invånare är 4 613.
Följande samhällen finns i Santana do Jacaré:
- Santana do Jacaré

Omgivningarna runt Santana do Jacaré är huvudsakligen savann. Runt Santana do Jacaré är det ganska glesbefolkat, med 42 invånare per kvadratkilometer.